# Лиор Елијаху
Лиор Елијаху (Рамат Ган, 9. септембар 1985) бивши је израелски кошаркаш. Играо је на позицији крилног центра.

## Клупска каријера
У млађим категоријама наступао је за израелски клуб Макаби Ирони Рамат Ган. Професионалну каријеру је почео у екипи Хапоел Галил Елјон. Након завршетка сезоне 2005/06, Елијаху се пријавио на НБА драфт. На крају је одабран као 44. избор НБА драфта 2006. од стране Орландо меџика. Касније је Орландо мењао права на њега у Хјустон рокетсе у замену за новчану накнаду. Истог лета заменио је клуб и постао члан израелског шампиона Макабија. Током евролигашке сезоне 2006/07. у просеку је постизао 10,8 поена по утакмици.
У децембру 2008. био је један од најзаслужнијих за Макабијев пролазак у Топ 16 фазу. Током тог месеца у три утакмице Евролиге бележио је дабл-дабл учинак и своју екипу је одвео до три узастопне победе против Цибоне, Авелина и Ле Мана. Све то донело му је наслов најкориснијег играча месеца децембра у Евролиги. Најбољу утакмицу одиграо је против Цибоне којој је дао 24 поена уз 17 скокова и 6 асистенција што му је донело индекс 42. На тој утакмици срушио је своје личне рекорде у свим тим статистичким категоријама. Укупно је у сезони 2008/09. Евролиге постизао просечно 14 поена уз 6,6 скокова и 2,7 асистенција. 
Дана 26. јуна 2009. потписао је трогодишњи уговор са Каха Лаборалом. Са шпанским тимом је освојио АЦБ лигу, постигавши 18 поена у одлучујућој утакмици финала плејофа са Барселоном. У септембру 2010. вратио се у Макаби, потписавши петогодишњи уговор. Напустио их је након три сезоне. У новембру 2013. потписао је уговор са Хапоелом из Јерусалима. Провео је у Хапоелу наредних шест сезона. Последњи ангажман имао је у екипи Макаби Ашдода у сезони 2019/20.

## Репрезентација
Елијаху је био дугогодишњи члан репрезентације Израела. Са њима је наступао на шест Европских првенстава — 2007, 2009, 2011, 2013, 2015. и 2017. године.

## Успеси

### Клупски
- Макаби Тел Авив:
  - Јадранска лига (1): 2011/12.
  - Првенство Израела (4): 2006/07, 2008/09, 2010/11, 2011/12.
  - Куп Израела (3): 2011, 2012, 2013.
  - Лига куп Израела (4): 2010, 2011, 2012, 2013.

- Саски Басконија:
  - Првенство Шпаније (1): 2009/10.

- Хапоел Јерусалим:
  - Првенство Израела (2): 2014/15, 2016/17.
  - Куп Израела (1): 2019.
  - Лига куп Израела (2): 2014, 2016.

### Појединачни
- Најкориснији играч Првенства Израела (2): 2011/12, 2014/15.
- Најкориснији играч Лига купа Израела (1): 2011.